# Domenico Fioritto
Domenico Fioritto (San Nicandro Garganico, 3 agosto 1872 – San Nicandro Garganico, 25 luglio 1952) è stato un politico italiano.

## Biografia
Nato da famiglia borghese benestante, seguì gli studi classici a Foggia e quelli universitari a Napoli dove si laureò in Giurisprudenza. Nel 1897, assieme ad altri volontari, andò a combattere in difesa della libertà della Grecia contro i Turchi e partecipò alla storica battaglia di Domokòs in Tessaglia, nella quale cadde il deputato mazziniano Antonio Fratti.

## Attività politica
Già nel 1894 si iscrisse al neocostituito Partito Socialista Italiano, spinto dagli ideali assimilati negli ambienti degli intellettuali di sinistra che frequentò a Napoli, ma soprattutto dalla constatazione delle terribili condizioni di lavoro e di vita dei braccianti e dei contadini poveri del Gargano, del Tavoliere e di tutta la Puglia.
Percorse le alterne vicende del PSI fino a diventarne, al XVIII Congresso di Milano (10-15 ottobre 1921), il segretario nazionale, quale esponente della componente massimalista.
La sua azione si svolse in un periodo di grande turbolenza politica e sociale, interna e internazionale: il movimento fascista di lì a pochi giorni si sarebbe trasformato in partito; il 21 gennaio di quell'anno c'era stato a Livorno il XVII congresso del partito socialista con la scissione della componente comunista e la fondazione del Partito Comunista d'Italia; vi era da affrontare la questione dell'adesione o meno del PSI ai 21 punti stabiliti da Lenin come condizione per la partecipazione alla Terza Internazionale.
Divenuto segretario il 15 ottobre 1921, perseguì strenuamente una linea unitaria in grado di tenere dentro il partito le varie anime che vi si confrontavano, tra cui la divisione più netta era tra riformisti e massimalisti. Il suo impegno non poté impedire, al termine del successivo XIX congresso di Roma (3 ottobre 1922) l'espulsione dei riformisti di Turati, che costituiranno il Partito Socialista Unitario.
Mentre Fioritto si dedicava alla ricostruzione dell'organizzazione del partito, uscito a pezzi da una doppia scissione nel corso di nemmeno due anni, frange violente fasciste devastavano le sue sedi, aggredivano e malmenavano i suoi militanti ed i suoi dirigenti.
Fu questo anche il tempo della decisione sull'adesione all'Internazionale comunista, decisione su cui Fioritto temporeggiò, fino a diventare esponente di una corrente di pensiero che, seppure favorevole all'adesione, sosteneva la necessità della persistenza di un partito socialista italiano separato dal PCdI, contro la tesi "fusionista" con il PCdI, caldeggiata da Mosca. 
La sua esperienza di segretario nazionale del partito terminò nell'aprile del 1923, a conclusione del congresso che si tenne di nuovo a Milano, nel quale, principalmente ad opera di Pietro Nenni, fu sventata la svendita "sottocosto" del partito secondo le direttive di Mosca.
Da allora Fioritto ebbe un lento e costante distacco da ogni impegno politico, mentre si affermava in Italia la violenza della dittatura fascista. Per tutto il ventennio, egli non cedette mai alle lusinghe del regime.
Dopo la caduta del fascismo, nell'agosto del 1943 Fioritto riprese la sua attività nel partito socialista, di cui riorganizzò validamente le file in provincia di Foggia. Partecipò per conto del PSIUP, al Congresso di Bari (28 e 29 gennaio 1944) dei CLN delle regioni liberate; fu presidente dell’Amministrazione provinciale di Foggia.
Nel 1946 fu anche membro dell'Assemblea Costituente.